# Blattella padmanabhani
Blattella padmanabhani är en kackerlacksart som beskrevs av Roth, L. M. 1995. Blattella padmanabhani ingår i släktet Blattella och familjen småkackerlackor. Inga underarter finns listade.